# 丁公
丁公（ていこう、生年不詳 - 紀元前202年）は、秦末の武将。本名は丁固（ていこ）。

## 生涯
薛郡薛県の人で、季布の同母異父の弟 にあたる。西楚覇王を称した項羽に仕えた。
紀元前205年、彭城の戦いで大敗を喫した劉邦を西へ追撃した が、劉邦から「我らは共に好漢である。どうして互いに傷つけ合う必要があるだろうか」と言われて劉邦を見逃し、兵を返した。
項羽の死後、丁固は劉邦の元に参じたが、劉邦は丁固の帯を掴んで軍の中に投げ入れ、「丁公は項羽の臣下でありながら不忠を為した。項羽が天下を失ったのはすなわち丁公によるものである」と言い捨てて丁固は斬首された。劉邦は「臣下たる者は丁公のようであってはならない」と言った。